# ZETA
 (août 2010).
Si vous disposez d'ouvrages ou d'articles de référence ou si vous connaissez des sites web de qualité traitant du thème abordé ici, merci de compléter l'article en donnant les références utiles à sa vérifiabilité et en les liant à la section « Notes et références ».
Pour les articles homonymes, voir Zeta.
ZETA est un système d'exploitation de la société allemande YellowTAB. Il se veut une évolution de BeOS.

## Historique
La version 1.0 est apparue le 1er juin 2005, suivie de la version 1.1 le 17 octobre 2005.
ZETA fut un temps distribué et développé par la société Magnussoft.
La société YellowTAB n'a jamais expliqué comment elle avait obtenu le code source du BeOS, celui-ci étant devenu la propriété de Palm Computing à la suite de son rachat de Be Inc.[réf. souhaitée].
À la suite d'une demande de la société ACCESS, détentrice actuelle des droits d'auteur sur le code de BeOS, le développement de ZETA fut arrêté[réf. souhaitée].
Le 2 avril 2007, Bernd Korz annonce sur son blog qu'il allait arrêter le développement de ZETA, quelques jours après que l'équipe de développement de ZETA a dû quitter la société Magnussoft.
Un autre système d'exploitation Haiku, s'est également donné pour objectif d'être un successeur à BeOS. Il est, contrairement à ZETA, libre et n'utilise aucun code source provenant de BeOS.

## Fonctionnalités
ZETA apporte les nouveautés suivantes par rapport à BeOS : le support des icônes vectorielles (SVG), une réécriture complète de la couche-réseau, le support du Wi-Fi, ainsi que des périphériques USB 2.0. La version 1.5 a également apporté le support du multi-utilisateur.
Il intègre également des éléments déjà présents dans BeOS à l'époque de Be Inc, c'est-à-dire :
- utilisation intensive du multithread ;
- support du multiprocessoring symétrique ;
- un design système orienté objet développé en C++ ;
- des capacités de manipulation de média en temps réel ;
- les répliquants ;
- utilisation de types MIME ;
- le BeOS file system : système de fichiers indexés à attributs étendus (partageant des caractéristiques avec Spotlight sous Mac OS X, ReiserFS sous Linux ou le projet WinFS pour Windows) ;
- utilisation du codage de caractères UTF-8 ;
- un temps de démarrage court (généralement inférieur à 20 secondes[réf. souhaitée]) ;
- une haute réactivité même sur de petites configurations (Pentium II 300Mhz[réf. souhaitée]) ;
- une certaine simplicité d'utilisation[réf. souhaitée]

ZETA incorpore entre autres un nouveau lecteur MediaPlayer, permettant d'accéder aux radio en ligne d'un simple clic, la manipulation de vidéos avec applications de filtres en temps réel ou encore la localisation à la volée du système dans plus de 20 langues, y compris le chinois, le japonais et le russe.
ZETA permet de faire fonctionner les applications Mozilla Firefox, VLC, Nvu ainsi que d'autres logiciels libres. Des logiciels commerciaux comme WonderBrush, Pixel, SoundPlay ou Zenebona sont également disponibles.